# CosmoCaixa Madrid
CosmoCaixa Madrid fue un museo de ciencias perteneciente a la Obra Social de "la Caixa" situado en Alcobendas, Comunidad de Madrid. Fue inaugurado el 27 de marzo de 2000. Desde su inauguración ha contado con más de 2 millones de visitantes y por él han pasado premios Nobel como Christian de Duve, Paul Crutzen o Georges Charpak e investigadores y científicos como Harold Morowitz, Ruth Hubbard, John Alcoy, Mel Greaves, Steven Rose o Sebasthian Thrun.
A principios de 2013 se anunció que CosmoCaixa Madrid cerraría el 31 de diciembre de ese año. La decisión sobre el cierre provocó movilizaciones contra el cierre del museo, pero el Cosmocaixa de Alcobendas cerró definitivamente sus puertas el 31 de diciembre de 2013.
El edificio pasó a albergar desde el 12 de diciembre de 2014 el Museo Nacional de Ciencia y Tecnología (MUNCYT), que tenía hasta entonces una de sus sedes en el Paseo de las Delicias de Madrid, y que tras un acuerdo entre el alcalde de Alcobendas y el CSIC pasó a ocupar este espacio.
La Caixa también es propietaria de otro museo homólogo en Barcelona, llamado CosmoCaixa Barcelona.

## El edificio
El edificio principal del museo fue proyectado por el arquitecto Robert y Esteve Terrades, ocupando aproximadamente una superficie de 7.000 metros cuadrados. El centro cuenta en la actualidad con 12.000 m², distribuidos en tres plantas conectadas por rampas circulares que rodean las salas de exposiciones, las cuales llegan a abarcar más de 2.500 m² de la superficie total. 
Actualmente como sede del MUNCYT, el edificio sigue estando compuesto de cinco grandes zonas heredadas de su etapa como Cosmocaixa: Las exposiciones temporales, la exposición permanente, el salón auditorio, el Planetario digital y un amplio parque-jardín adyacente al edificio, que contiene muestras de rocas procedentes de todos los puntos de la península ibérica.
Entre los rasgos característicos del exterior del museo destaca el Planetario digital (el cual utiliza imágenes 3D proyectadas sobre una pantalla semiesférica de 10 metros de diámetro), que puede observarse en la azotea del edificio como una estructura metálica abovedada.
En los orígenes del edificio la azotea también contenía la escultura de un tiranosaurio rex a escala real, que hoy en día se encuentra ubicada en el jardín adyacente. Durante su etapa como Cosmocaixa, la escultura del tiranosaurio fue sustituida por un cartel rotativo con la estrella logotipo de La Caixa. Este fue retirado en 2014 para la reapertura del museo como MUNCYT.

## Espacios
El museo se dividía en diversos espacios, todos dedicados a la divulgación en una rama específica de la ciencia. Además también contaba con una cafetería-restaurante y aparcamiento propio.
- Ciencias del mundo, recogía varios experimentos e hitos relacionados con los descubrimientos científicos más importantes de la historia del ser humano.
- Ciencia 3D, una sala de proyección esteresoscópica que mostraba a los visitantes, en un efecto visual de tres dimensiones, varios documentales de divulgación científica.
- Jardines del Museo, donde el visitante encocntraba una recopilación de rocas y minerales de todas partes de la península ibérica.
- Salas de talleres, como el Planetario Burbuja donde los menores aprendían conceptos sobre planetas, el Aula Explora " donde aprendían conceptos relacionados con los sentidos,  la sala "Clik de los niños " donde a través del juego comprendían experimentos científicos  o la sala de sensibilización ambiental "¡Toca, toca!" con 60 especies diferentes de animales vivos, donde se enseñaba la necesidad de proteger a los animales y sus habitas
- Planetario digital .
- Pabellones de Exposiciones Temporales